# Wilfried Daim
Wilfried Daim (* 21. Juli 1923 in Wien; † 30. Dezember 2016 ebenda) war ein österreichischer Psychologe und Psychotherapeut (in der Schule Igor Alexander Carusos), Schriftsteller und Kunstsammler.

## Leben
Als Jugendlicher beteiligte Daim sich von 1940 bis 1945 in einer katholischen Jugendgruppe am Widerstand gegen den Nationalsozialismus. Während des Weltkriegs diente er in der Deutschen Wehrmacht und wurde schwer verletzt (Amputation eines Unterschenkels).
In den Jahren nach dem Ende des Zweiten Weltkriegs führte Daim u. a. Experimente zur Telepathie in Träumen durch, wobei er farbige Kartonstücke unterschiedlicher Formen als Objekte benutzte, die dann von der Versuchsperson in ihre Träume (verändert) eingebaut wurden – z. B. verwendete Daim als Objekt eine kleine runde orange Pappscheibe, und die Träumerin träumte von einer orangen Sonnenscheibe in einem Bild von Odilon Redon, oder ein grünes Dreieck als Zielobjekt wurde im Traum zu einem Tannenbaum verfremdet. Diese Versuche sind 1949 auch publiziert worden (siehe Literatur). Später war Daim eine Zeit lang der Vizepräsident der Österreichischen Gesellschaft für Psychische Forschung (heute: Österreichische Gesellschaft für Parapsychologie). Er nahm auch am I. Internationalen Kongress für Parapsychologie in Utrecht (1953) teil. Später wandte sich sein Interesse anderen Fragen zu.
1956 gründete Daim das Institut für politische Psychologie. Er veröffentlichte zahlreiche Bücher zum Thema Psychologie und Glaube. Dabei vertritt er die Auffassung, die Entwicklung der Person ziele unmittelbar auf Gott hin: „Wir haben nur die Wahl zwischen Sinnlosigkeit des Seelenlebens und psychologischem Gottesbeweis.“ Die zentrale Potenz des Menschen sei die Fähigkeit der Kommunikation mit Gott. Diese Offenheit zum Absoluten konstituiere die Offenheit zur Welt.
Ab 1969 war Daim gemeinsam mit Günther Nenning einer der Organisatoren des „Volksbegehren zur Auflösung des österreichischen Bundesheeres“.
In einer breiteren Öffentlichkeit bekannt wurde vor allem sein Buch Der Mann, der Hitler die Ideen gab, in dem er sich mit dem völkischen Rassisten und Esoteriker Jörg Lanz von Liebenfels beschäftigt. Seine These, dass Lanz einen maßgeblichen Einfluss auf Hitler ausgeübt habe, wurde in der Wissenschaft jedoch nur vorübergehend aufgegriffen und dann verworfen.
Neben seiner Tätigkeit als Psychologe und Publizist hat sich Daim vor allem als Kunstsammler einen Namen gemacht. Seine Sammlung österreichischer Maler aus der Zeit zwischen den Weltkriegen gilt als interessanteste ihrer Art.
Daim war Mitglied der K.Ö.St.V. Rudolfina Wien im ÖCV (seit 1946) sowie der Katholisch-österreichischen Landsmannschaften Leopoldina Wien und K.Ö.L. Maximiliana Wien im Akademischen Bund Katholisch-Österreichischer Landsmannschaften. Weiters war er Kuratoriumsmitglied des Dokumentationsarchiv des österreichischen Widerstandes.
Wilfried Daim ist begraben auf dem Ottakringer Friedhof (Gruppe 22, Reihe 11, Nummer 17).

## Schriften (Auswahl)
- Untersuchungen über die für das Behalten günstige Form von Telephonnummern. Dissertation. Wien 1948.
- Experimente mit der Seele. Naturwissenschaft für jedermann. Ulrich Moser, Graz 1949.
- Progressiver Katholizismus. Manz, München 1967.
- Christentum und Revolution. Manz Verlag, München 1967,
- Umwertung der Psychoanalyse. Herold, Wien 1951.
- Tiefenpsychologie und Erlösung. Herold, Wien 1954.
- Der Mann, der Hitler die Ideen gab. Jörg Lanz von Liebenfels. Isar, München 1958.
- Die kastenlose Gesellschaft. Manz, München 1960.
- mit Friedrich Heer, August Maria Knoll (Hrsg.): Kirche und Zukunft. Europa, Wien 1963.
- Zur Strategie des Friedens. Europa, Wien, Köln, Stuttgart, Zürich 1962.
- Chinesen in Europa. Jugend und Volk, Wien 1973.
- Otto Rudolf Schatz. Grafik. Edition Roetzer, Eisenstadt 1978, ISBN 3-85374-041-3
- Franz Probst. Edition Roetzer, Eisenstadt 1979, ISBN 3-85374-052-9
- Peter Diem (Hrsg.): Als Christ im mörderischen Krieg 1939–1945. Plattform, Perchtoldsdorf 2011, ISBN 3-9502672-8-X